# 佐々学
佐々 學（さっさ まなぶ、1916年3月14日 - 2006年4月10日）は、日本の寄生虫学者、衛生動物学者。東京大学名誉教授。戦後日本の復興期に、八丈小島のマレー糸状虫症の研究など、公衆衛生の面で多くの業績を上げた。
母方の祖父は衛生学者・細菌学者の緒方正規。甥は薬理学者の橋本敬太郎。妻の伯父（母の姉の夫）は山川章太郎。妻の従兄（母の姉の子）は山川邦夫、山川民夫。

## 人物
東京・神田に生まれる。
第一高等学校、東京帝国大学医学部卒業。東京帝大伝染病研究所に入る。戦時中は海軍の軍医として東南アジアの国々を回る。その間、ペナンや海軍軍医学校で蚊の研究を行う。
戦後、東大伝染病研究所に復帰。蚊やダニの研究に従事。その後、家の中のダニや野外のツツガムシなどに関心を広げる。1948年に第1回ロックフェラー財団留学生としてジョンズ・ホプキンズ大学に留学。当時の日本は占領下で外交権を失っており、アメリカに駐在する日本の外交官も存在せず旅券法も公布されていなかった。戦後から発行されるようになった日本国旅券の番号は80番であった。
1958年（昭和33年）東京大学教授となり、1968年（昭和43年）東京大学医科学研究所長（第13・14代）。1976年（昭和51年）に東大を退官。1977年（昭和52年）10月国立公害研究所長（1980年1月まで）。1979年（昭和54年）、野口英世記念医学賞受賞。1982年（昭和57年）には富山医科薬科大学、1990年（平成2年）には新設の富山国際大学の学長に就任。平成7年（1995年）に職を辞し、黒部川畔に環境福祉研究所を創設した。
フィラリア症と蚊、ツツガムシ病とダニなど衛生上有害な動物（衛生昆虫、もしくは衛生害虫）、ユスリカなど環境生物を幅広く研究。多くの新種を記載した。ツツガムシ病である土佐のほっぱんの病態を解明した。

## 中国訪問と住血吸虫症
1955年11月、佐々は、他の医学者たちとともに中国に招かれて1ヶ月ほど滞在し、このとき周恩来首相とも会見した。周首相は住血吸虫症のことを切り出し、佐々は、一国の首相が同病について詳しい知識を持っていることに驚いている。佐々は、この機会に、同病の流行地を案内してもらうこととし、北京、奉天、天津、南京などを回った。このことなどをきっかけに、日本の住血吸虫の研究団が中国を訪問することもあった。

## 顕彰
1990年、日本衛生動物学会が、若手研究者の症例のために学会賞として、佐々賞を設けた。佐々は、この時富山医薬大学を退官し、富山国際大学に新しい学長として赴任するところで、自らの研究歴を振り返って、一文を寄稿している。
死後、彼を顕彰する特別展示が黒部市吉田科学館と富山市科学博物館にて開催された。
2016年には、彼の生誕100年に当たるということで、日本衛生動物学会が、佐々の功績を改めて顕彰し、病気を媒介する虫のコントロールと生物を利用した環境改善を訴えた彼の功績を改めて再認する記念事業を展開した（記念事業は既に終了している）。

## 受賞
- 桂田賞（1954年）[13]
- 毎日出版文化賞（1960年）[1]
- 日本衛生動物学会賞（1973年）[14]
- 紫綬褒章（1976年）[2]
- 野口英世記念医学賞（1979年）[15]
- 勲二等旭日重光章（1988年）[2]
- 武田医学賞（1990年）[16]
- 保健文化賞[1]
- 服部報公賞[1]
- 南海文化賞[1]
- 北日本新聞文化賞[1]

## 著書
- 『蚊を調べる人のために : 日本の蚊の研究と檢索の手引』　東京出版　1948年
- 『疾病と動物』　岩波書店　1950年12月
- 『恙虫と恙虫病』　医学書院　1956年
- 『日本の風土病―病魔になやむ僻地の実態』　法政大学出版局　1959年
- 『風土病との闘い』岩波書店〈岩波新書（青版）375〉、1960年3月17日。NDLJP:1378025。(要登録)
- 『とんぱんの味 : 私の富山ノート』　実業之富山社　1988年4月

## 主要論文
- 佐々学, 田中寛, 上野庸治, 三浦昭子, 林滋生, 鈴木猛、「恙虫が人をさすまでの機構について(B. 分類・生態・疫学, I ツツガムシ)」 『衛生動物』 1956年 7巻 2号 p.148-149, doi:10.7601/mez.7.148_2, 日本衛生動物学会
- 田中仙久, 橋爪節子, 小野川昌宏, 佐々学、「群馬県内の利根川における冬期ユスリカ調査」 『衛生動物』 2003年 54巻 3号 p.299-303, doi:10.7601/mez.54.299, 日本衛生動物学会
- 佐々学「八丈小島におけるマレー糸状虫症及びその媒介蚊の地域的駆除の試み : とくに DDT 粉剤のヘリコプター撒布について」『衛生動物』第8巻第1号、日本衛生動物学会、1957年、5-10頁、doi:10.7601/mez.8.5、2017年11月19日閲覧。